# Vasile Savin

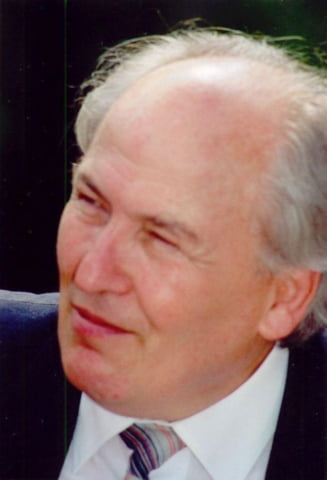
Vasile Savin, 2017.

Vasile Savin (n. 24 decembrie 1944) este un traducător român. 

## Biografie
S-a născut pe 24 decembrie 1944 în satul Siret, comuna Săucești, jud. Bacău, România. Fiul lui Vasile Savin și al Smarandei (n. Butnariu), agricultori de condiție modestă. 
A absolvit clasele I-VII în satul natal. Între 1958-1964 a urmat cursurile Școlii Pedagogice (de 6 ani, 5+1 în „producție”) din Bacău. În perioada 1970-1973 studiază la Institutul Pedagogic de 3 ani, secția franceză-română, iar în 1976 își finalizează studiile la Universitatea București - Facultatea de Limbi Romanice, Clasice și Orientale. 
În 1977 își ia atestatul de traducător (franceză-română și română-franceză). Tot în 1977, obține, în urma susținerii unui concurs, titularizarea în municipiul Galați. A fost învățător (în jud. Bacău) și profesor de limba franceză (în jud. Galați), având, timp de 10 ani (1978-1988), și sarcina de Inspector metodist de specialitate (franceză) – activitate benevolă. Parcurge cele trei etape de calificare didactică, obținând, în 1988, gradul didactic I. După stagiul de pregătire de la Strasbourg efectuat în 1993, a fost numit Inspector metodist la Casa Corpului Didactic din Galați. Ulterior ocupă funcția de Inspector general adjunct pentru Reforma la I.Ș.J. Galați, demisionând după numai un an și jumătate de activitate. Timp de doi ani este și profesor asociat la Universitatea Galați, post la care renunță pentru a se dedica traducerii. 
A debutat editorial în 1992 la Editura Porto Franco din Galați. Între 1992-2017 a scris și tradus (singur și în colaborare) peste 60 de cărți. În 2010 primește Premiul Uniunii Scriitorilor din România, filiala Sud - Est, pentru traducerea romanului Binevoitoarele de Jonathan Littell, apărut în 2009 la Editura RAO, același premiu fiindu-i decernat și în 2017 pentru traducerea enciclopediei Larousse "Istoria lumii – 7.650 date istorice importante", apărută la RAO în 2016. A fost cooptat în colectivul care s-a ocupat de Proiectul RAMEAU (traducerea Tezaurului limbii franceze) inițiat de Biblioteca Națională a României.

## Publicații
- Dicționar medical român – francez. Ediție revăzută și augmentată. (În colab. cu Cornelia-Silvia Savin), București, Editura Medicală, 2018. 749 p.
- Prizonier în țara iluziei. (Versuri). Cluj-Napoca, Editura Dacia, 2007.
- Dicționar medical român – francez. (2 vol.) (În colab. cu Cornelia-Silvia Savin). Cluj-Napoca, Editura Dacia, 2006.  Vol. I – 490 p.; Vol. II – 485 p.
- Dicționar francez – român (administrativ, comercial, economic, financiar-bancar, juridic). (În colab. cu Christine-Anca Savin) – Cluj-Napoca, Editura Dacia, 2001. 562 p.
- Dicționar român – francez (administrativ, comercial, economic, financiar-bancar, juridic). (În colab. cu Christine-Anca Savin) – Cluj-Napoca, Editura Dacia, 2002. 566 p.
- Une clepsydre dans la Bibliothèque (Textes poétiques), Galați, Editura  Geneze, 2001.
- Il était une fois…, Recueil de poésies, chansons et comptimes. (În Limba franceză), Galați, Editura Porto-Franco, 1994.

## Lucrări traduse
- Jonathan, Littell - Binevoitoarele, Ediția a II-a, revăzută, (în colab. cu Cornelia-Silvia Savin), Editura Litera 2021.
- George Bălan - Arta de a asculta Mozart, Arad, Editura SENS, 2021.
- Enciclopedia micilor curioși. Natura - Larousse Junior, București, Editura RAO, 2017.
- Istoria lumii - 7.650 date istorice importante - Biblioteca Larousse – București, Editura RAO, 2016. 942 p.
- Vincent Delecroix - Pantoful pe acoperiș, București, Editura RAO, 2016. 200 p.
- Davet, Gérard, Lhomme, Fabrice - Operațiunea Swissleaks, București, Editura RAO, 2016. 196 p.
- Jean-Louis Vullierme - O oglindă a Occidentului, București, Editura Rao, 2016. 380 p.
- Sarah Cohen-Scali - Max, București, Editura RAO, 2015. 347 p.
- David Foenkinos - Lennon, București, Editura RAO, 2015. 187 p.
- Patrick Modiano - Un pedigri, București, Editura RAO, 2015. 121 p.
- Jean-Dominique Brierre - Edith Piaf. Fără iubire suntem nimic, București, Editura RAO, 2014. 219 p.
- Gălățanu, Mihail - Le harem des parfums. (Versuri) (În colab. cu Daniel-Pierre Cattanéo), București, Editura Vinea, 2014.
- Henry de Montherlant - Celibatarii, București, Editura RAO, 2014. 254 p.
- Henry de Montherlant - Băieții, (În colab. cu D.-P. Cattanéo) București, Editura RAO, 2013.
- Luis de la Higuera - Autopsia Satanei, București, Editura RAO, 2012. 409 p.
- Elisabeth Badinter - Mamă sau femeie?, București, Editura Litera, 2012. 191 p.
- Alain Decaux  - Dosarele secrete ale secolului XX, București, Editura Litera, 2012.  436 p.
- Jacques Attali - Evreii, lumea și banii, București, Editura Univers, 2011. 519 p.
- Iana Matei - De vânzare: Mariana 15 ani, București, Editura RAO, 2011. 219 p.
- Albert Camus, René Char - Corespondență (1946-1959), București, Editura RAO, 2011. 251 p.
- Max Gallo - Titus. Martiriul evreilor, Seria Romanii, vol 3, București, Editura Rao, 2010. 281 p.
- Marcel Proust - O iubire a lui Swann, București, Editura Univers, 2009. 221 p.
- Dicționar al gândirii sociologice. Massimo Borlandi (coord.), Raymond Boudon (coord.), Mohamed Cherkaoui (coord.), Bernard Valade (coord.), Iași, Editura Polirom, 2009.
- George Bălan - Emil Cioran: Luciditatea eliberatoare?, Cluj-Napoca, Editura Dacia, 2009. 167 p.
- Aung San Suu Kyi - Vocea speranței. Interviuri cu Alan Clements. București, Editura RAO, 2009. 346 p.
- Jonathan, Littell - Binevoitoarele. Ediția I. București, Editura RAO, 2009. 892 p.
- Carlo Fruttero, Franco Lucentini - Femeia de duminică, București, Editura Univers, 2008. 382 p.
- Georges Bataille - Literatura și Răul, București, Editura RAO, 2008.
- Olivier Nay - Istoria ideilor politice, Iași, Editura Polirom, 2008. 671 p.
- Dicționar de coaching: concepte, practici, instrumente, perspective - Pierre Angel (coord.), Patrick Amar (coord.), Émilie Devienne (coord.), Jacques Tencé (coord.), Editura Polirom, 2008. 412 p.
- Nicolas Sarkozy - Martor, (în colab.). 2 ediții: 2007, 2008, București, Editura RAO.
- Julia Kristeva - Bătrânul și lupii, București, Editura Univers, 2008. 173 p.
- Claude Aziza - Nero. Fiul vitreg al istoriei, București, Editura Univers, 2008.
- Christina Burrus - Frida Kahlo, București, Editura Univers, 2008.
- Danielle Jacquart - Epopeea științei arabe, București, Editura Univers, 2008.
- Thomas Römer - Moise. Omul care l-a întâlnit pe Dumnezeu, București, Editura Univers, 2007.
- Jean-Guy Michard - Dinozaurii. O lume pierdută, București, Editura Univers, 2007.
- Jean Vercoutter - Egiptul. Tărâmul uitat, București, Editura Univers, 2007.
- Metodologia științelor socioumane - Serge Moscovici (coord.), Fabrice Buschini (coord.). Iași, Editura Polirom, 2007.  556 p.
- Régis Jauffret - Case de nebuni, București, Editura Rao, 2007. 185 p.
- Max Gallo - Crucea Occidentului, Vol. I Întru acest semn vei învinge. (În colab.) București, Editura Rao, 2007.
- Max Gallo - Crucea Occidentului, Vol. II Parisul în rugăciune. (În colab.) București, Editura Rao, 2007.
- George Bălan - Arta de a asculta Mozart, Cluj-Napoca, Editura Dacia, 2006. 359 p.
- Societățile secrete: Enciclopedie Larousse. (În colab.). București, Editura RAO, 2006.
- Marguerite Duras - Ochi albaștri, părul negru. 2 ediții. (În colab.), București, Editura RAO, 2006.
- Aleksandr Soljenițîn - Două secole împreună. (În colab.) Vol. I Evreii și rușii înainte de revoluție – 1795-1917. (2 ediții), 2004, 2009. București, Editura Univers.
- Aleksandr Soljenițîn - Două secole împreună. (În colab.) Vol. II Evreii și rușii în epoca sovietică – 1917-1972. (2 ediții), 2004, 2009. București, Editura Univers.
- Dominique Colas - Sociologie politică, (în colab.) București, Editura Univers, 2004.
- Dimitrie Ghyka - Memorii: 1894-1940, Iași, Editura Institutul European, 2004. 350 p.
- Claude-Henri, conte de Saint-Simon – Noul creștinism. Dialoguri între un novator și un conservator, Cluj-Napoca, Editura Dacia, 2001.
- Dominique Douay și collab. - Comunitățile locale în sistemul administrativ francez, Galați, Editura Porto-Franco, 1994.
- Dominique Douay - Amatorul de tablouri, Galați, Editura Porto-Franco, 1993.
- Paul Bourget - Taina, Galați, Editura Porto-Franco, 1992.